# En concert à l'Olympia
Albums de Hélène Ségara
Au nom d'une femme
(2000) Hélène
(2002)
En concert à l'Olympia est le premier album live d'Hélène Ségara, paru en octobre 2001.

## Titres
| 1.  | Mes rêves disaient la vérité |  |
| 2.  | Vallees d'Irlande            |  |
| 3.  | Mrs Jones                    |  |
| 4.  | Larmes                       |  |
| 5.  | Conga                        |  |
| 6.  | Je vous aime adieu           |  |
| 7.  | Parlez-moi de nous           |  |
| 8.  | Loin du froid de décembre    |  |
| 9.  | Elle tu l'aimes              |  |
| 10. | Upside Down                  |  |
| 11. | Auprès de ceux que j'aimais  |  |

| 1.  | Vivre                                                  |  |
| 2.  | Vivo Per Lei (Je Vis Pour Elle)                        |  |
| 3.  | Au nom d'une femme                                     |  |
| 4.  | Il y a trop de gens qui t'aiment                       |  |
| 5.  | Présentation des musiciens                             |  |
| 6.  | Ave Maria païen                                        |  |
| 7.  | Il y a trop de gens qui t'aiment (avec le public)      |  |
| 8.  | Me vas a dejar (Tu vas me quitter)                     |  |
| 9.  | Espera la lluvia (Il attend la pluie)                  |  |
| 10. | Para una mujer (Au nom d'une femme)                    |  |
| 11. | Habla por favor (Parlez moi de nous)                   |  |
| 12. | Yo lo siento por mi (Il y a trop de gens qui t'aiment) |  |

## Sources
- (fr) Site officiel d'Hélène Ségara